# زوووج
زوووج (به لاتین: Züvüc) یک منطقه مسکونی در جمهوری آذربایجان است که در شهرستان لریک واقع شده است. زوووج ۱۱۹۶ نفر جمعیت دارد.

## ریشه واژه
زوووج در زبان تالشی به‌معنی قوی و نیرومند است.